# Словечансько-Овруцький кряж
Словеча́нсько-О́вруцький кряж (або Овруцький кряж) — височинне пасмо на півночі Житомирської області (Житомирського Полісся) у межах Коростенського району, залишок стародавніх гірських пасм.

## Опис
Кряж простягається майже на 60 км із заходу на схід від села Червонки до міста Овруча і його східних околиць. Ширина кряжу від 5 до 14—20 км. Середнє перевищення над поверхнею Поліської низовини становить 50—80 м. Максимальні абсолютні висоти — 300—310 м (в західній частині кряжа), максимальна — 321,4 м (на південь від с. Городець), координати: 51°20′40″ пн. ш. 28°13′55″ сх. д. На північ від кряжа розташовані Поліські болота, які простягаються на 30 км вздовж річки Словечни. Південні схили кряжа круті, північні — пологіші. Поверхня горбиста, розчленована ярами завглибшки до 20—25 м.

## Геологія
Кряж складається з пісковиків, рожевих і червоних кварцитів віком 1300—1500 мільйонів років, а також пірофілітових сланців. Геоструктурно пов'язаний з горстом у північно-західній частині Українського щита. Горст розбитий на окремі блоки в результаті нерівномірних тектонічних рухів, що позначилось на рельєфі.

## Природа
Кряж є унікальним за характером рослинності й центром реліктових видів Полісся. На його схилах ростуть широколистяні та хвойні ліси, поширені реліктові рослини: дуб скельний, сосна Фоміна, рододендрон жовтий тощо.

## Гідрологія
З кряжа беруть початок ряд річок, серед яких виділяються: Норинь, Жолонь, Словечна. Також тут беруть початок такі річки як Ясенець, Грезля і ряд їхніх малих приток. Поза межами кряжа течії річок сповільнюється, долини розширюються і стають заболоченими.

## Історія
На території Словечансько—Овруцького кряжа є велика кількість пам'яток археології.
Цю пам'ятку разом зі своїми учнями досліджував Павло Тутковський. Цей кряж утворився внаслідок великого льодовика. 

## Промислове освоєння
Каміння, яке видобувалось з цього кряжа, застосовувалося при спорудженні Софійського собору, Києво-Печерської лаври й Золотих воріт у Києві. Також каміння застосовувалося стародавніми майстрами при будівництві у Переяславі, Овручі, Вишгороді.
Розробляються родовища пірофілітових сланців.
Внаслідок водної ерозії на поверхні кряжа потерпає 18,4 тис. га землі, щорічно втрачається в середньому до 130 га орних земель, із поверхні яких змивається родючий шар ґрунту.

## Цікаві факти
- Назва кряжа пов'язана з назвою села Словечне (в західній частині пасма) і міста Овруч (в східній частині пасма).
- У межах кряжа розташована пам'ятка природи загальнодержавного значення — Урочище Корніїв.
- Видатний дослідник Полісся, географ і геолог, академік Павло Тутковський про Словечансько-Овруцький кряж казав:

|  | «Ця країна таїть у собі дивовижну кількість своєрідних, часом величних явищ — цілий сніп чудес, що нагадує в мініатюрі Єллоустонський парк у штаті Каліфорнія, США…» |

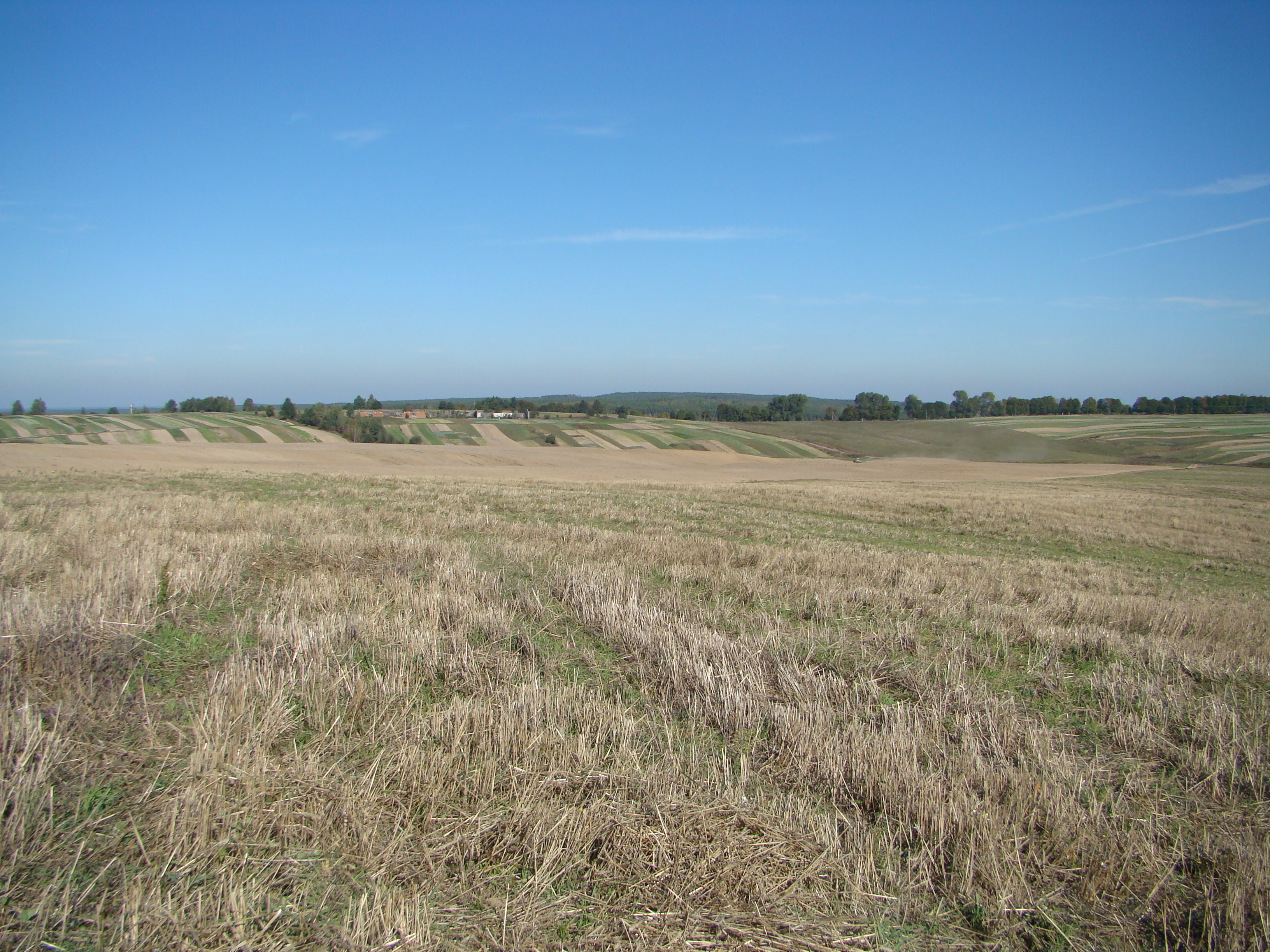
Краєвид з найвищої токи кряжу, біля села Городець
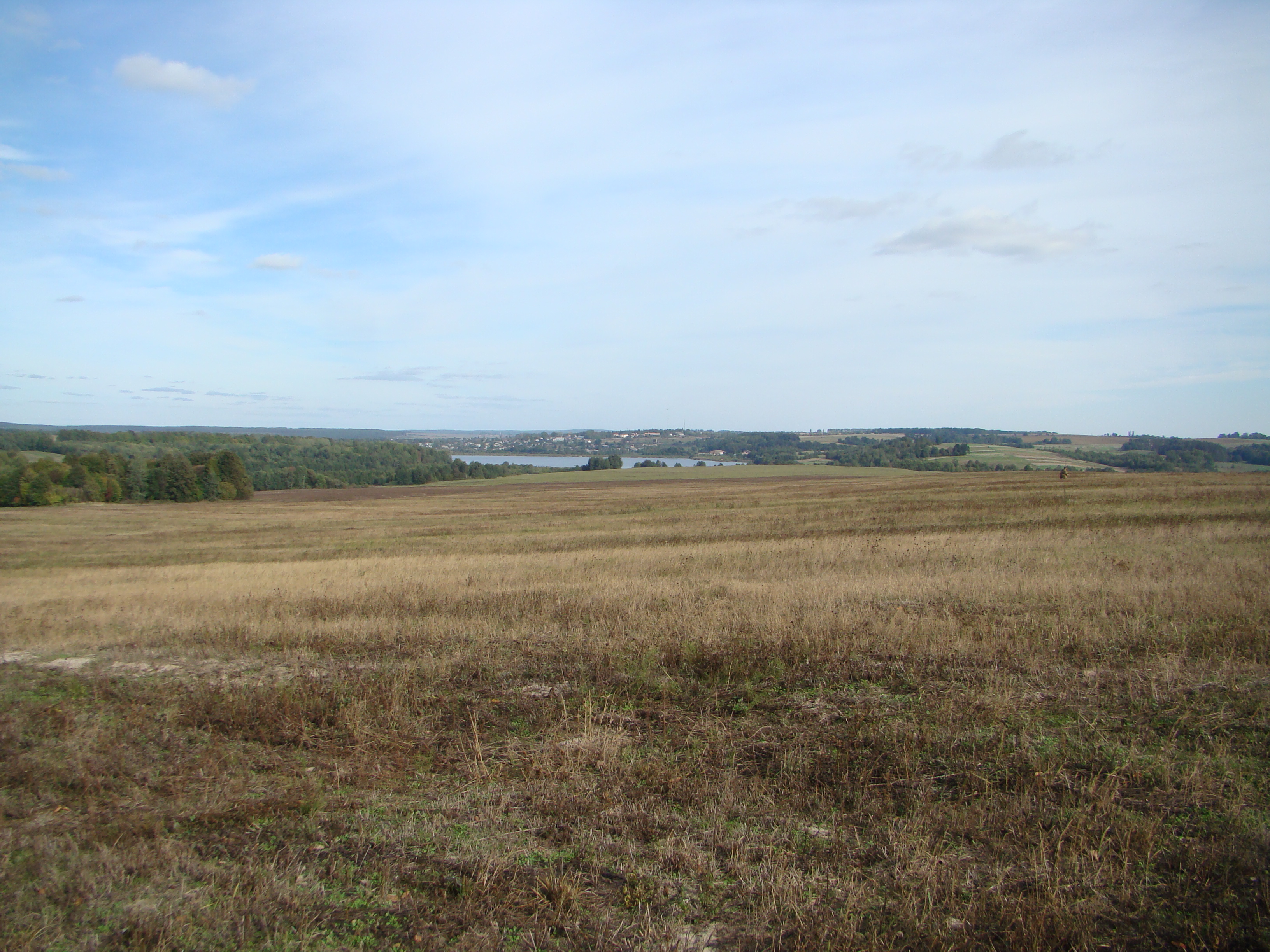
Краєвид біля села Словечне